# Gavutu
Gavutu ist ein Eiland der Florida Islands in der Zentral-Provinz, Salomonen. Seine größte Ausdehnung beträgt etwa 500 Meter.
Nach ihrer Eroberung 1942 richtete die japanische Marine auf der Insel eine Wasserflugzeugbasis ein. Während der Landungsphase der Schlacht um Guadalcanal wurden die Insel und ihre Nachbarinsel Tanambogo am 7./8. August 1942 von US-Marineinfanteristen besetzt.